# Svastra pallidior
Svastra pallidior är en biart som beskrevs av Laberge 1963. Svastra pallidior ingår i släktet Svastra och familjen långtungebin. Inga underarter finns listade i Catalogue of Life.